# Cronologia das estradas de ferro em São Paulo (estado)
Esta é a cronologia das ferrovias no Estado de São Paulo de 1867.

## Década de 1860
1867
- A São Paulo Railway (SPR) inaugura a linha de Santos a Jundiaí

1868
- É fundada a Companhia Paulista de Estradas de Ferro (CPEF)

## Década de 1870
1870
- É fundada a Companhia Ytuana de Estradas de Ferro (CYEF)
- É fundada a Estrada de Ferro Sorocabana (EFS)

1872
- A Companhia Paulista de Estradas de Ferro inaugura a linha entre Jundiaí e Campinas
- A Companhia Ytuana de Estradas de Ferro inaugura a linha entre Jundiaí e Pimenta
- É fundada a Companhia Mogiana de Estradas de Ferro (CMEF)

1873
- A Companhia Ytuana de Estradas de Ferro inaugura o prolongamento entre as estações de Pimenta e Itu
- A Companhia Ytuana de Estradas de Ferro inaugura o Ramal de Piracicaba, entre Itaici e Indaiatuba

1875
- A Companhia Mogiana de Estradas de Ferro inaugura a linha entre Campinas e Jaguariúna
- A Companhia Mogiana de Estradas de Ferro inaugura o prolongamento entre Jaguariúna e Mogi-Mirim
- A Estrada de Ferro Sorocabana inaugura a linha entre São Paulo e Sorocaba
- A Estrada de Ferro Dom Pedro II chega a Cachoeira Paulista, vinda do Rio de Janeiro
- A Companhia Paulista de Estradas de Ferro inaugura o prolongamento entre Campinas e Americana
- A Companhia Ytuana de Estradas de Ferro inaugura o prolongamento do Ramal de Piracicaba entre Indaiatuba e Capivari
- A Companhia Mogiana de Estradas de Ferro inaugura o Ramal de Amparo, entre Jaguariúna e Amparo
- É fundada a Estrada de Ferro do Norte (EFN), operada pela Companhia de Estrada de Ferro São Paulo-Rio de Janeiro.
- A Estrada de Ferro do Norte inaugura o primeiro trecho entre a Estação Brás (ligação com a São Paulo Railway) e a Estação Mogi das Cruzes.

1876
- A Companhia Paulista de Estradas de Ferro inaugura o prolongamento entre Americana e Limeira
- A Companhia Paulista de Estradas de Ferro inaugura o prolongamento entre Limeira e Cordeirópolis
- A Companhia Paulista de Estradas de Ferro inaugura o Ramal de Rio Claro, entre Cordeirópolis e Rio Claro
- A Companhia Ytuana de Estradas de Ferro inaugura o prolongamento do Ramal de Piracicaba entre Capivari e Rio das Pedras
- A Estrada de Ferro do Norte inaugura o prolongamento entre Mogi das Cruzes e Taubaté

1877
- A Companhia Ytuana de Estradas de Ferro inaugura o prolongamento do Ramal de Piracicaba entre Rio das Pedras e Piracicaba
- A Companhia Paulista de Estradas de Ferro inaugura o Ramal de Descalvado entre Cordeirópolis e Araras
- A Estrada de Ferro Sorocabana inaugura o prolongamento entre Sorocaba e Varnhagen
- A Estrada de Ferro do Norte inaugura o prolongamento entre Taubaté e Cachoeira Paulista

1878
- A CMEF inaugura o prolongamento entre Mogi-Mirim e Casa Branca
- A CPEF inaugura o prolongamento do Ramal de Descalvado entre Araras e Pirassununga

## Década de 1880
1880
- A Companhia Paulista de Estradas de Ferro  chega em Porto Ferreira partindo de Mogi-Guaçu
- A Estrada de Ferro Sorocabana chega com a linha tronco até Bacaetava
- A Companhia Rio Claro ganha a concessão para a construção da linha férrea entre São Paulo e São Carlos
- A Companhia Mogiana de Estradas de Ferro ganha a concessão entre Porto Ferreira até Ribeirão Preto

1884
- É fundada a Estrada de Ferro Bragantina (EFB) entre Campo Limpo Paulista e Bragança Paulista

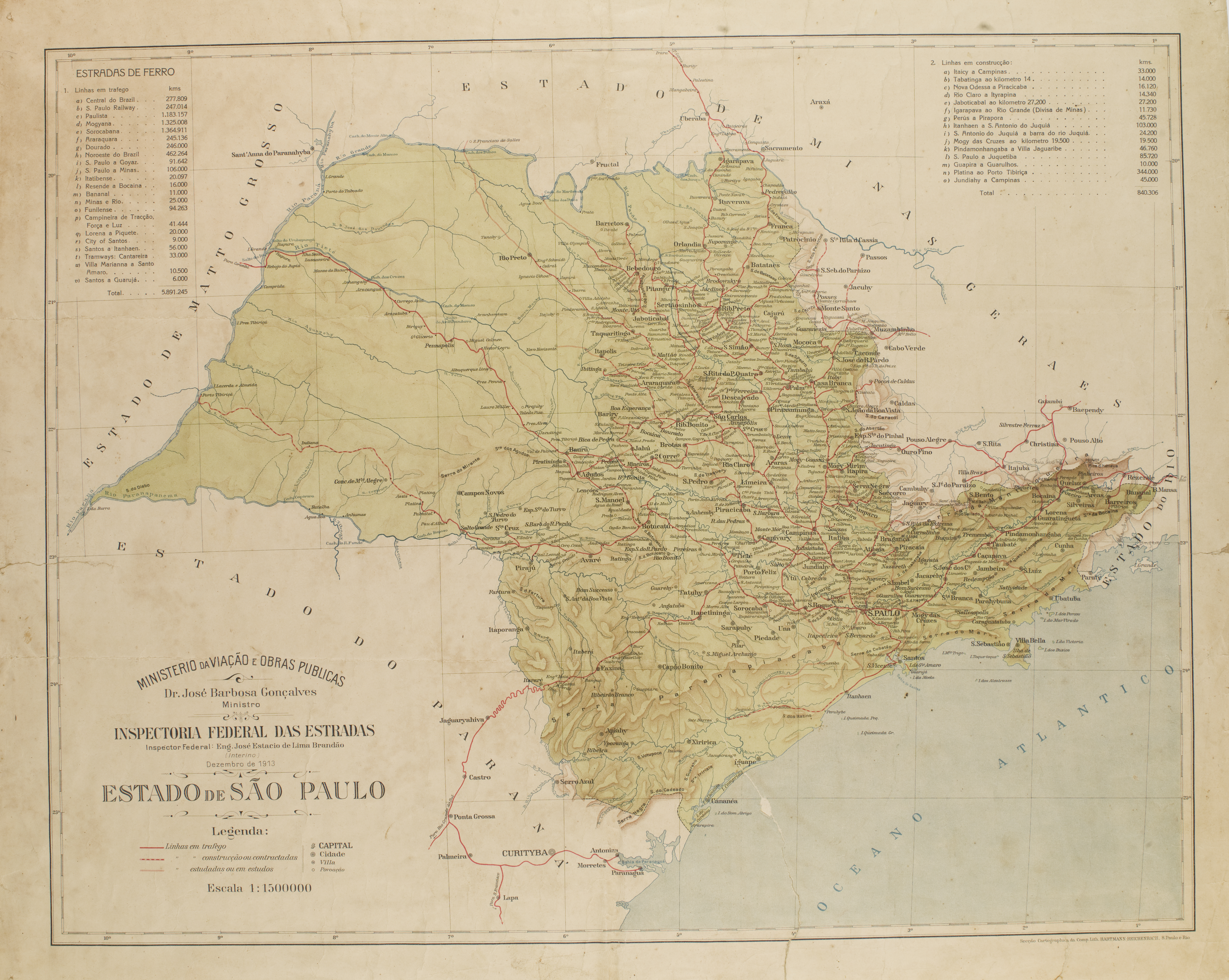
Estradas de Ferro do Estado de S. Paulo em 1913.

- É fundada a Estrada de Ferro Minas e Rio, entre a cidade de Cruzeiro e Três Corações, em Minas Gerais.